# Güle, Güle
Güle, Güle ist eine romantische Tragikomödie von Zeki Ökten aus dem Jahr 1999. Die Hauptrolle spielt Metin Akpınar.

## Handlung
Die Handlung dreht sich um fünf Freunde im Rentenalter, die auf einer türkischen Insel leben. Einer von ihnen liebt seit zwei Jahrzehnten eine Kubanerin, die einst aus dem Meer auftauchte, mit der er eine eintägige Romanze verlebte und der er seitdem Liebesbriefe schreibt. Dieses Jahr will er sich nun endlich nach Kuba aufmachen, um sie zu besuchen. Doch er stößt auf schwere Hindernisse. Seine vier Freunde helfen nach allen verfügbaren Kräften, seinen Wunsch doch noch wahr werden zu lassen.

## Produktion und Veröffentlichung
Der Film wurde nach einem Drehbuch von Fatih Altınöz unter der Regie von Zeki Ökten produziert. Die Musik komponierte Engin Düzyol. 
Am 4. Februar 2000 kam der Film in die türkischen Kinos, in Deutschland feierte er am 28. September 2000 Premiere. In Ungarn wurde Güle, Güle auf zwei Filmfestivals gezeigt. 	

## Kritiken
Am 15. September 2000 erhielt der Film das Prädikat „besonders wertvoll“ der Filmbewertungsstelle Wiesbaden. In der Jurybegründung heißt es, der Film erzähle „wohltuend ruhig und menschenfreundlich“ und lasse „seine interessanten Figuren mit geschickt gewählten Details plastisch werden“. Dabei ergreife er Partei für eine „liberale und emanzipierte Gesellschaft“.
Die Rhein-Zeitung bezeichnete ihn als „gefühlvollen menschlichen Film“. Er befasse sich „nicht nur mit den Phänomenen Freundschaft und Liebe, sondern thematisiert auch Konflikte zwischen den Generationen, zwischen Tradition und Moderne und zwischen den Geschlechtern“.